# Arco (Bahá'í)

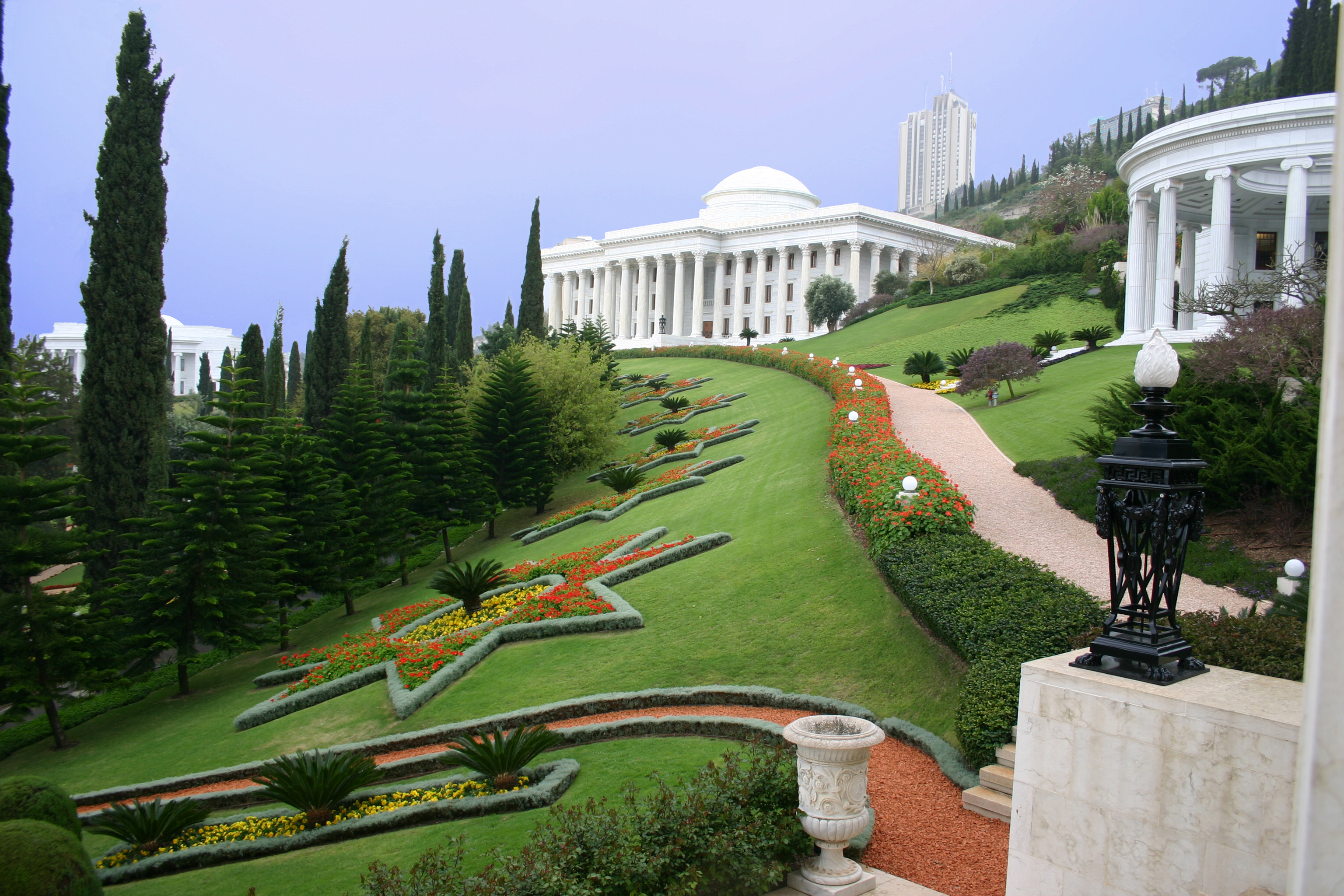
O edifício da Casa Universal de Justiça é onde se localiza o corpo internacional da administração da Fé Bahá'í. No fundo, à esquerda fica o Centro Internacional de Ensino, e à direita o Centro de Estudos de Textos Sagrados. Esta foto foi tirada na entrada do Edifício do Arquivo Internacional.

O Arco, no contexto Bahá'í, refere-se a um conjunto de edifícios que se localizam no Centro Mundial Bahá'í, no Monte Carmelo, Haifa, Israel. Os edifícios do Arco incluem:
- Casa Universal de Justiça

- Edifício do Centro Internacional de Ensino

- Edifício do Arquivo Internacional

- Centro de Estudos de Textos Sagrados

O quinto prédio, edifício será a Biblioteca Internacional Bahá'í, cuja construção ainda não foi iniciada.

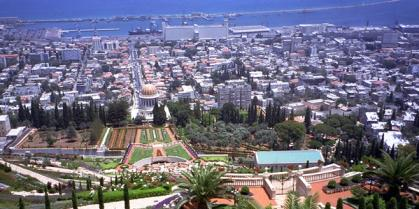
Baía de Haifa, visto do topo do Monte Carmelo, abaixo o Santuário do Báb e seus Patamares. A direita, com telhado azul-esverdeado, o edifício do Arquivo Internacional.

A terminologia "Arco" possui base simbólica, além da disposição física dos edifícios, é uma metáfora relacionada à Arca de Noé e a Arca do Convênio das escrituras judaicas, cristãs e muçulmanas.